# Lipotriches pulchriventris
Lipotriches pulchriventris är en biart som först beskrevs av Cameron 1897.  Lipotriches pulchriventris ingår i släktet Lipotriches och familjen vägbin. Inga underarter finns listade i Catalogue of Life.